# Humanitas
Der antike lateinische Begriff humanitas bezeichnet allgemein das Menschsein sowie die Normen und Verhaltensweisen, die den Menschen ausmachen.

## Geschichte
Im Heautontimoroumenos des Terenz findet sich die erste literarische Erwähnung der humanitas: Homo sum, humani nil a me alienum puto (Übersetzung nach Grimal: „Ich bin Mensch, und nichts Menschliches ist mir fremd“). Nach Alexander Bätz gehörten concordia (Eintracht), fides (Vertrauenswürdigkeit), iustitia (Gerechtigkeit), audacia (Wagemut) und disciplina (militärische Disziplin) zu den mos maiorum, „ein[em] Inventar von Bräuchen, Regeln und Werten der Vorväter, das als Orientierungsrahmen für das individuelle und kollektive Verhalten der Mitglieder des Gemeinwesens fungierte“. Folgt man Bätz' Darstellung ist die humanitas eine vergleichsweise späte Erscheinung der römischen Kulturgeschichte. Obwohl das Konzept selbst bereits auf das ius gentium, das Fremdenrecht, zurückgeht, kam die Idee der humanitas erst unter dem Einfluss der griechischen Philosophie voll zur Geltung  (vgl. paideia). Man kann jedoch davon ausgehen, dass die verschiedenen Auffassungen zur humanitas schon im Altertum großen Spielraum für Interpretationen ließen. So kann das lateinische Nomen humanitas für Mitmenschlichkeit, Menschenliebe und Menschsein im Sinne einer sittlichen und geistigen Bildung (vgl. Humanität) stehen. Pierre Grimal beschreibt die humanitas einerseits als die Vorstellung, „daß alle Mitglieder des menschlichen Geschlechts verwandt seien wie die Mitglieder derselben gens“ und andererseits als ein „Gefühl einer gewissen Solidarität“, dass Freundschaft, in jedem Fall aber Achtung gegenüber anderen Menschen beschreibt. Der Begriff humanitas wurde von einigen lateinischen Schriftstellern diskutiert, die sie zur „Formel einer universellen Gerechtigkeit machten“. In dieser Vorstellung ist nach Grimal eine Erweiterung der civitas Romana zur civitas humana zu konstatieren. Der Renaissance-Humanismus griff den Wertbegriff der humanitas im 14. Jahrhundert neu auf.

### Zum römischen Wertbegriff
Nach Haltenhoff sind römische Werte und Wertbegriffe anhand ihres „situativen Charakter[s]“ zu beschreiben. Einerseits meint dies die Einbettung in den sozialen Kontext und andererseits die Einbettung „in eine konkrete Handlungssituation“.
Im sozialen Kontext üben Werte wie beispielsweise pietas, fortitudo oder fides eine „handlungsregulierende Funktion“ aus, die im Kreise der politischen Führungsschicht, Identitätssicherung und Legitimierung gewährleisten sollen. Es lassen sich nach Haltenhoff jedoch auch „engere Kontexte“ heranziehen, z. B. Klientelbeziehungen, das Hauswesen oder das römische Heer.
Im Sinne einer konkreten Handlungssituation werden sittliche Werte als situationsbestimmend aufgefasst. Dieses situative Verständnis gibt Handlungssituationen vor, z. B. eine „pietas-Situation“, oder eine „fortitudo-Situation“, die ihrerseits wiederum eine „pietas-Handlung“ oder „fortitudo-Handlung“ voraussetzen. Man könnte unter diesem Gesichtspunkt die Behauptung wagen, dass die römische humanitas auch ein Wert gewesen sein mag, der mit einer Erwartungshaltung einherging. Aulus Gellius sollte die humanitas schließlich als Menschsein durch das Streben nach Wissen und Bildung beschreiben.

## Römische Autoren und Schriftsteller

### Publius Terentius Afer (2. Jhd. v. Chr.)
Das Heautontimoroumenos des aus Karthago stammenden Komödiendichter Publius Terentius Afer (im deutschen Sprachraum häufiger bekannt als Terenz) ist die erste literarisch überlieferte Quelle, in welcher das Nomen humanitas zu finden ist („homo sum, humani nil a me alienum puto“). Nach dem Altphilologen Karl Büchner lässt sich dieser Ausspruch beispielhaft für die gnomischen Formulierungen des Dichters anzuführen, die häufig in geflügelten Worten weiterlebten. Zudem beschrieb Büchner die Pionierrolle des Terenz bei der „griechisch-römische[n] Geistespaarung“, die von substantieller Bedeutung für die Entwicklung eines eigenständigen lateinischen Humanitasbegriff ist.

### Aulus Gellius (~130 n. Chr.)
Das Janusgesicht der humanitas wurde im 2. Jahrhundert n. Chr. von Aulus Gellius in seinen Noctes Atticae (XIII, 17) wie folgt beschrieben:
Qui verba Latina fecerunt quique his probe usi sunt, „humanitatem“ non id esse voluerunt, quod volgus existimat quodque a Graecis philanthropia dicitur et significat dexteritatem quandam benivolentiamque erga omnis homines promiscam, sed „humanitatem“ appellaverunt id propemodum, quod Graeci paideian vocant, nos eruditionem institutionemque in bonas artis dicimus. Quas qui sinceriter cupiunt adpetuntque, hi sunt vel maxime humanissimi. Huius enim scientiae cura et disciplina ex universis animantibus uni homini datast idcircoque „humanitas“ appellata est.
Wilfried Stroh gab die Worte des Gellius folgendermaßen wieder:
„Diejenigen, die die lateinischen Wörter geschaffen und sie richtig verwendet haben, wollten unter humanitas nicht das verstanden wissen, was der Pöbel darunter versteht und was die Griechen φιλανθρωπία nennen, indem es eine Art Gefälligkeit und Wohlwollen bezeichnet, das sich auf alle Menschen gleichermaßen erstreckt [das wäre humanitas im Sinn der Menschenliebe], sie benannten vielmehr mit humanitas gerade das, was die Griechen παιδεία [= Bildung], wir dagegen Bildung und Unterweisung in den wertvollen Wissenschaften (bonae artes). Die Menschen, die nach diesen aufrichtig verlangen und streben, die sind in vorzüglicher Weise die ‘Humanen’ (humanissimi). Denn das Sorgen um dieses Wissen und sein Erlernen ist von allen Lebewesen nur den Menschen gegeben und darum wurde es humanitas (Menschsein) genannt.“
Diese Auffassung impliziert auch die von Aristoteles eingeführte philosophische Kategorie „Poiein“ (altgriechisch ποιεῖν; deutsch: Tun, Schaffen, Bewirken) als wesentliches Merkmal des Menschseins.

### Marcus Tullius Cicero (1. Jhd. v. Chr.)
Für Marcus Tullius Cicero beschreibt humanitas unter anderem sowohl die Möglichkeiten als auch die Beschränkungen des Menschen, die diesen damit auch vom Tier unterscheiden.

### Gaius Iulius Caesar (1. Jhd. v. Chr.)
Gaius Iulius Caesar beschrieb in seinem aus 8 Büchern bestehenden Werk Comentarii de Bello Gallico nicht nur seine Feldzüge gegen die verschiedenen gallischen bzw. germanischen Stämme, sondern widmete die Einführung seines Berichtes (1,1,3) der Lage und Bevölkerung Galliens. In diesen Zusammenhang verwendet er die Nomen cultus (Lebensart, Lebensweise) und humanitas (hier: Bildung), um den Stamm der Belger näher zu charakterisieren:
„horum omnium fortissimi sunt Belgae, propterea quod a cultu atque humanitate provinciae longissime absunt minimeque ad eos mercatores saepe commeant atque ea, quae ad effeminandos animos pertinent, important proximique sunt Germanis, qui trans Rhenum incolunt, quibuscum continenter bellum gerunt.“
Bearbeitete Übersetzung nach Baumstark:
„Die tapfersten unter allen sind die Belger, weil sie sich von der feineren Lebensweise und Bildung des römischen Gallien ganz fern halten und durchaus in keiner häufigen Berührung mit fremden Kaufleuten stehen, die ihnen also auch keine Gegenstände zuführen, die geeignet sind, eine weibische Erschlaffung der Kraft zu bewirken. Sie wohnen ganz nahe bei den Germanen des rechten Rheinufers und führen mit diesen unaufhörlich Krieg.“

## Humanitasbegriff im Nationalsozialismus
In der zweiten, verbesserten Auflage des Brockhauses 1941 ist die Distinktion von Menschlichem und Tierischem unter dem Lemma 'Humanität' angeführt:
Humanität (lat. humanitas 'Menschlichkeit') die, -, Gesittung, edle Bildung;
in der Sittlichkeitslehre
1) alles rein Menschliche im Gegensatz zum Tierischen;
2) das zum sittlichen erhobene Allgemein-Menschliche, besonders die Achtung vor der Würde des Menschen und dessen Anerkennung als Selbstwert (Humanitätsidee).
Das von der römischen humanitas derivierte Konzept der Humanität wurde im Nationalsozialismus einer Anpassung an die staatlich getragene Rassenlehre unterzogen:
„Eine entartete Auffassung von H. im späteren 19. und beginnenden 20. Jahrh. verfocht unter führender Beteiligung des Judentums den Schutz alles Menschlichen um seiner selbst willen, also auch des Minderwertigen und Entarteten. Entgegen solchen gesunden sittlichen Anschauungen zuwiderlaufenden Ansichten betont die völkische Weltanschauung eine naturgegebene, bes. rassisch bedingte Ungleichheit der Menschen und den Vorrang von Gott und Staat vor einem allgemeinen Menschheitsideal.“
Der Nationalsozialismus brach mit der antiken Wertvorstellung der humanitas im Sinne der civitas humana, da seine Anhänger den nunmehr in Verwendung stehenden Begriff der Humanität nur mehr für jene gelten ließen, die nicht infolge der von ihnen vertretenen „rassisch bedingten Ungleichheit der Menschen“ als „Minderwertige“ oder „Entartete“ stigmatisiert wurden.